# Rosie Perez
Rosa María Perez (ur. 6 września 1964 w Brooklynie) – amerykańska aktorka, o afro-portorykańskich korzeniach. W 1994 roku nominowana do Oscara za rolę drugoplanową w filmie Bez lęku.

## Publikacje
- Handbook for an Unpredictable Life: How I Survived Sister Renata and My Crazy Mother, and Still Came Out Smiling (with Great Hair), Crown Archetype, ISBN 978-0-307-95239-4

## Filmografia

### Filmy
| Rok  | Tytuł | Rola              | Uwagi                |
| ---- | --- | ----------------- | -------------------- |
| 1989 | Rób, co należy (Do the Right Thing)                                                                                               | Tina              |                      |
| 1990 | Wymiar sprawiedliwości (Criminal Justice)                                                                                         | Denise Moore      |                      |
| 1991 | Noc na Ziemi (Night on Earth) | Angela            |                      |
| 1992 | Biali nie potrafią skakać (White Men Can't Jump)                                                                                  | Gloria Clemente   |                      |
| 1993 | Skryta namiętność (Untamed Heart)                                                                                                 | Cindy             |                      |
| 1993 | Bez lęku (Fearless) | Carla Rodrigo     |                      |
| 1994 | Dwa miliony dolarów napiwku (It Could Happen to You)                                                                              | Muriel Lang       |                      |
| 1994 | Pokochać kogoś (Somebody to Love)                                                                                                 | Mercedes          |                      |
| 1997 | Braterski pocałunek (A Brother's Kiss)                                                                                            | Debbie            |                      |
| 1997 | Perdita Durango | Perdita Durango   |                      |
| 1999 | Kobieta pracująca (The 24 Hour Woman)                                                                                             | Grace Santos      |                      |
| 2000 | Droga do El Dorado (The Road to El Dorado)                                                                                        | Chel              | głos                 |
| 2000 | King of the Jungle | Joanne            |                      |
| 2001 | Wojna plemników (Human Nature) | Louise            |                      |
| 2001 | Chłopaki mojego życia (Riding in Cars with Boys)                                                                                  | Shirley Perro     |                      |
| 2003 | From the 104th Floor | narrator          | film krótkometrażowy |
| 2004 | Exactly | Angela            | film krótkometrażowy |
| 2004 | Copshop | Heaven            |                      |
| 2005 | Lackawanna Blues | Bertha            |                      |
| 2005 | Jesus Children of America | Ruthie            | film krótkometrażowy |
| 2006 | Jak własny syn (Just Like the Son)                                                                                                | pani Ponders      |                      |
| 2006 | Lolo's Cafe | Maria             | głos                 |
| 2007 | Po napadzie (The Take) | Marina De La Pena |                      |
| 2009 | Exit 19 | Lorna             |                      |
| 2010 | Policja zastępcza (The Other Guys)                                                                                                | Rosie Perez       |                      |
| 2010 | Pete Smalls Is Dead | Julia             |                      |
| 2010 | Oczywiste kłamstwa (Lies in Plain Sight)                                                                                          | Marisol Reyes     |                      |
| 2011 | Da Brick | Annalisse         |                      |
| 2012 | Sekrety małych mieszkań (Small Apartments)                                                                                        | pani Baker        |                      |
| 2012 | Bez kompromisów (Won't Back Down)                                                                                                 | Breena Harper     |                      |
| 2013 | Adwokat (The Counselor) | Ruth              |                      |
| 2013 | Gods Behaving Badly | Persefona         |                      |
| 2014 | The Hero of Color City | czerwony          | głos                 |
| 2014 | Fugly! | Zowie             |                      |
| 2015 | Puerto Ricans in Paris | Gloria            |                      |
| 2015 | Five Nights in Maine | Ann               |                      |
| 2017 | Active Adults | Zoe               |                      |
| 2019 | Truposze nie umierają (The Dead Don't Die)                                                                                        | Posie Juarez      |                      |
| 2020 | Ptaki nocy (i fantastyczna emancypacja pewnej Harley Quinn) (Birds of Prey: And the Fantabulous Emancipation of One Harley Quinn) | Renee Montoya     |                      |
| 2020 | The Last Thing He Wanted | Alma              |                      |
| 2020 | Inside the Rain | dr Holloway       |                      |

### Seriale
| Rok       | Tytuł                                                                  | Rola                | Uwagi                                                        |
| --------- | ---------------------------------------------------------------------- | ------------------- | ------------------------------------------------------------ |
| 1990      | 21 Jump Street                                                         | Rosie Martinez      | sez. 4, odc. 16                                              |
| 1990–1991 | WIOU                                                                   | Lucy Hernandez      | sez. 1, odc. 6, 8, 10–11                                     |
| 1999      | Mały Bill (Little Bill)                                                | Valencia            | sez. 1, odc. 4                                               |
| 2002      | Widows                                                                 | Linda Pirelli       | sez. 1, odc. 1–4                                             |
| 2009      | Prawo i porządek: sekcja specjalna (Law & Order: Special Victims Unit) | Eva Banks           | sez. 11, odc. 5                                              |
| 2008–2009 | Szminka w wielkim mieście (Lipstick Jungle)                            | Dahlia Morales      | sez. 2, odc. 1, 3–4, 6, 9, 13                                |
| 2005–2011 | Dalej, Diego! (Go, Diego! Go!)                                         | Click               | głos                                                         |
| 2012      | Siostra Jackie (Nurse Jackie)                                          | Jules               | sez. 4, odc. 4                                               |
| 2012      | Falcón                                                                 | Madeleine Flowers   | sez. 1, odc. 2                                               |
| 2012–2013 | The Cleveland Show                                                     | Choni               | głos sez. 3, odc. 8–9, sez. 4, odc. 8, 17                    |
| 2016      | Tropiciele (Search Party)                                              | Lorraine De Coss    | sez. 1, odc. 7, 9–10, 2                                      |
| 2017      | Nightcap                                                               | Rosie Perez         | sez. 1, odc. 10                                              |
| 2017      | Pure                                                                   | Phoebe O'Reilly     | sez. 1, odc. 1–6                                             |
| 2014–2017 | Penn Zero – bohater na pół etatu (Penn Zero: Part-Time Hero)           | ciotka Rose         | głos sez. 1, odc. 1, 4, 26, 33, 37; sez. 2, odc. 3, 6, 8, 23 |
| 2018      | Podnieś głos (Rise)                                                    | Tracey Wolfe        | sez. 1, odc. 1–10                                            |
| 2019      | W potrzebie (High Maintenance)                                         | Adriana             | sez. 3, odc. 8                                               |
| 2017–2019 | Bounty Hunters                                                         | Nina Morales        | sez. 1, odc. 1–6; sez. 2, odc. 1                             |
| 2019      | Ona się doigra (She's Gotta Have It)                                   | Doña Lucy Christina | sez. 2, odc. 7                                               |
| 2016–2019 | Elena z Avaloru (Elena of Avalor)                                      | Dulce               | głos sez. 2, odc. 3, 9–10; sez. 3, odc. 3                    |